# Werginia
Werginia lub Wirginia (łac. Verginia lub Virginia) – legendarna postać z dziejów starożytnego Rzymu, pojawiająca się w kontekście wydarzeń z połowy V wieku p.n.e.
Żyła w okresie sprawowania władzy przez decemwirów. Była córką centuriona plebejskiego Lucjusza Werginiusza. Zaręczona z Lucjuszem Idyliuszem odrzuciła zaloty jednego z decemwirów, Appiusza Klaudiusza. Ten nakazał wówczas swojemu klientowi, Markowi Klaudiuszowi, ogłosić publicznie, iż Wirginia jest jego zbiegłą niewolnicą. Dziewczynę doprowadzono przed sąd, gdzie będący sędzią Appiusz przyznał swojemu klientowi rację, nie pozwalając ściągniętemu do miasta przez przyjaciół Werginiuszowi na bronienie córki.
Po ogłoszeniu wyroku sądu zrozpaczony Werginiusz wyciągnął nóż i na Forum Romanum zasztyletował córkę, nie pozwalając, aby została pohańbiona. Wydarzenia te spowodowały wybuch rewolty w mieście i drugą secesję plebejuszy na Górze Świętej, która doprowadziła do obalenia władzy decemwirów w 449 p.n.e.